# Bauhinia microstachya
Bauhinia microstachya är en ärtväxtart som först beskrevs av Giuseppe Raddi, och fick sitt nu gällande namn av James Francis Macbride. Bauhinia microstachya ingår i släktet Bauhinia och familjen ärtväxter. Inga underarter finns listade i Catalogue of Life.